# 漢灘江
漢灘江（：／ Hantangang */?）是大韓民國的一條河流，為臨津江的支流，流經江原道和京畿道。
歷史上是致命性漢他病毒首次發現的地方。